# Ilford (przedsiębiorstwo)

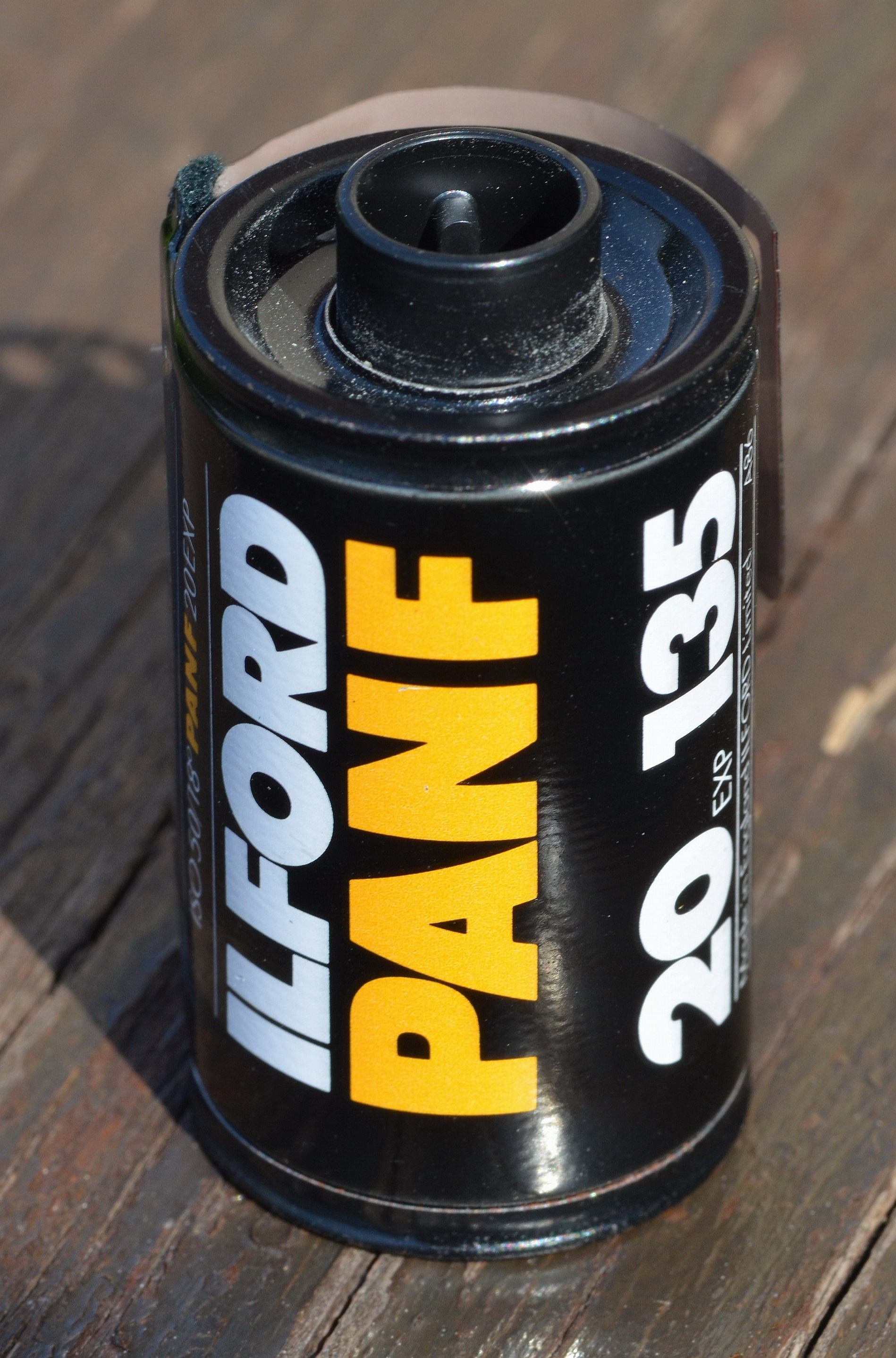
Ilford PAN F 50

Ilford – brytyjska firma fotograficzna założona w 1879 w mieście Ilford.
Właściciel Alfred Hugh Harman rozpoczął działalność we własnym domu. Pierwszymi jego produktami były żelatynowe płyty fotograficzne. Obecnie lider na rynku fotograficznych materiałów czarno-białych. Producent szerokiej gamy papierów fotograficznych do drukarek atramentowych.
Polski film negatywowy Fotopan HL produkowany był w technologii sprowadzonej z zakładów Ilford w latach 70. XX w. Warszawski Foton natomiast zakupił licencję na produkcję błony Ilford HP4.